# Psilocerea icterias
Psilocerea icterias là một loài bướm đêm trong họ Geometridae.